# Escadron Syderec
L'escadron 92.532 Syderec (pour Système du dernier recours) est une unité de l'armée de l'air française créée en septembre 2000, basée à la base aérienne 217 de Brétigny-sur-Orge jusqu'en 2016, année où elle s'établit à la base aérienne 702 à Avord dans le département du Cher. 
Il prend le relais de l'Escadron avion 1/59 Bigorre équipé de quatre C160H Astarté basés à Évreux.
La mission de cette unité comportant 18 aviateurs et 17 marins en 2011 est de déployer des antennes filaires à l'aide de ballons captifs afin de communiquer avec les SNLE de la Force océanique stratégique en cas de destructions des installations fixes de transmissions. 
L'identité de son personnel, à l'exception du commandant de l'unité et de son adjoint, est protégée depuis le 7 avril 2011 par arrêté. 
Le système SYDEREC doit être remplacé à l'horizon 2020 selon un rapport de 2015. En date de 2024, il n'y a pas d'information publique sur ce sujet.